# Procyanidine C2
La procyanidine C2 est une procyanidine, un type de tanins condensés. C'est un trimère formé de trois molécules de catéchine liées entre elles par des liaisons 4β→8.
On trouve le composé notamment dans le raisin (Vitis vinifera) et le vin, ainsi que dans l'orge et la bière.